# Arthur Kronfeld
Arthur Kronfeld (ur. 9 stycznia 1886 w Berlinie, zm. 16 października 1941 w Moskwie) – niemiecki lekarz psychiatra, psychoterapeuta, psycholog, seksuolog i filozof nauki.
Ukończył studia medyczne i filozoficzne na Uniwersytecie Fryderyka Wilhelma w Berlinie. Następnie był profesorem w Klinice Charité. Później pracował w Instytucie Neuropsychiatrycznym Gannuszkina w Moskwie. Popełnił samobójstwo razem z żoną w 1941, wobec zagrożenia wkroczeniem do Moskwy wojsk niemieckich.

## Wybrane prace
- Das Wesen der psychiatrischen Erkenntnis: Beiträge zur allgemeinen Psychiatrie. Berlin: J. Springer, 1920